# Мельница казака Буланова
Мельница купца Буланова— один из немногих сохранившихся комплексов промышленной архитектуры города Азова начала XX века.

## История
Мельница, была построенная в 1905 году на перекрестке улиц Гимназическая (ныне улица Мира) и переулка Кирсановского (ныне проспект Зои Космодемьянской). Но первое упоминание о ней как о частной собственности относится к 1912 году, как принадлежащая Н. Н. Буланову. В 1925 году для размещения паровой машины на территории мельницы было возведено одноэтажное здание. В годы Великой Отечественной войны мельница была частично разрушена и разграблена. Реставрационные работы по восстановлению здания были завершены в 1952 году. В состав новой мельницы входят три типа застройки разного периода времени от 1950—1980 года. Главенствующим элементом мельничного комплекса является сама мельница. К его западному фасаду (вдоль красной линии ул. Мира) примыкает двухэтажное кирпичное строение. Со стороны северного фасада, располагается одноэтажное кирпичное, сложное в плане здание машинного зала. В художественном оформлении фасада мельницы присутствуют композиционные приёмы и архитектурный декор, характерные для рационалистического направления эклектики — кирпичного стиля. В 2000 году постановлением администрации Ростовской области, памятник получил категорию памятник местного значения и принят на государственную охрану.